# Moschiola
Moschiola là một chi trong bộ guốc chẵn thuộc họ Cheo cheo. Chúng được tìm thấy ở Ấn Độ, Sri Lanka và có thể là Nepal, và trên lưng có các dãi hoặc đốm màu trắng nhạt khác với các loài khác trong họ này phân bố ở châu Á như chi Tragulus.
Trước đây, chỉ có một loài được nhận dạng tong chi này nhưng năm 2005 nó được tách thành 3 loài riêng biệt:
- Cheo cheo đốm Ấn Độ (Moschiola indica)
- Cheo cheo đốm Sri Lanka (Moschiola meminna)
- Cheo cheo sọc vàng (Moschiola kathygre)